# SZTE Szent-Györgyi Albert Orvostudományi Kar
A Szegedi Tudományegyetem Szent-Györgyi Albert Orvostudományi Kar (SZTE SZAOK) 1921-ben kezdte meg működését Szegeden.

## Története
A szegedi orvosképzés gyökerei Kolozsvárra vezetnek, ahol 1581-ben kezdődött el a felsőoktatás. A Kolozsvári Magyar Királyi Ferenc József Tudományegyetem 1921-ben, a trianoni békeszerződés megkötését követően költözött Szegedre. A Szegedi Tudományegyetem 2000. január 1-jén, a korábban önálló Szent-Györgyi Albert Orvostudományi Egyetemet integrálta előbb Általános Orvostudományi Kar (2000-2021), majd 2021-től Szent-Györgyi Albert Orvostudományi Kar néven.
Az intézmény munkatársai az oktatási, kutatási tevékenységgel párhuzamosan részt vesznek a klinikai betegellátásban is.

### Neves személyiségei
- Baló József kórbonctan
- id. Issekutz Béla gyógyszertan
- id. Jancsó Miklós belgyógyászat
- Karády István kórélettan
- Miskolczy Dezső ideg- és elmekórtan
- Petri Gábor sebészet
- Rusznyák István belgyógyászat
- Szent-Györgyi Albert orvosvegytan